# Вимислув (Бендзинський повіт)
Вимислув (пол. Wymysłów) — село в Польщі, у гміні Бобровники Бендзинського повіту Сілезького воєводства.
Населення — 631 особа (2011).
У 1975-1998 роках село належало до Катовицького воєводства.

## Демографія
Демографічна структура станом на 31 березня 2011 року:
|          | Загалом | Допрацездатний вік | Працездатний вік | Постпрацездатний вік |
| -------- | ------- | ------------------ | ---------------- | -------------------- |
| Чоловіки | 291     | 59                 | 197              | 35                   |
| Жінки    | 340     | 61                 | 201              | 78                   |
| Разом    | 631     | 120                | 398              | 113                  |